# Enikő Mironcic
Enikő Mironcic, z domu Barabás (ur. 21 lipca 1986 w Reghin) – rumuńska wioślarka.

## Osiągnięcia
- Mistrzostwa świata juniorów – Zagrzeb 2000 – czwórka podwójna – 8. miejsce[1].
- Mistrzostwa świata juniorów – Duisburg 2001 – czwórka podwójna – 2. miejsce[1].
- Mistrzostwa świata juniorów – Troki 2002 – ósemka – 1. miejsce[1].
- Mistrzostwa świata juniorów – Ateny 2003 – ósemka – 1. miejsce[1].
- Mistrzostwa świata U-23 – Amsterdam 2005 – czwórka podwójna – 1. miejsce[1].
- Mistrzostwa świata – Gifu 2005 – ósemka – 2. miejsce[1].
- Mistrzostwa świata U-23 – Hazewinkel 2006 – ósemka – 4. miejsce[1].
- Mistrzostwa świata – Eton 2006 – ósemka – 8. miejsce[1].
- Mistrzostwa świata – Monachium 2007 – czwórka podwójna – 8. miejsce[1].
- Mistrzostwa Europy – Poznań 2007 – czwórka podwójna – 2. miejsce[1].
- Igrzyska olimpijskie – Pekin 2008 – ósemka – 3. miejsce[1].
- Mistrzostwa Europy – Ateny 2008 – ósemka – 1. miejsce[1].
- Mistrzostwa świata – Poznań 2009 – ósemka – 2. miejsce[1].
- Mistrzostwa Europy – Brześć 2009 – ósemka – 1. miejsce[1].
- Mistrzostwa Europy – Montemor-o-Velho 2010 – ósemka – 1. miejsce[1].